# Massif forestier de Longegoutte
Massif forestier de Longegoutte este o arie protejată (sit de importanță comunitară — SCI) din Franța întinsă pe o suprafață de 356 ha, integral pe uscat.

## Localizare
Centrul sitului Massif forestier de Longegoutte este situat la coordonatele 47°57′07″N 6°42′24″E / 47.95194°N 6.70667°E.

## Înființare
Situl Massif forestier de Longegoutte a fost declarat arie specială de conservare în baza directivei 92/43 din 1992 referitoare la conservarea habitatelor naturale și a faunei și florei sălbatice pentru a proteja 1 specie de animale.

## Biodiversitate
Situată în ecoregiunea continentală, aria protejată conține 8 habitate naturale: Mlaștini împădurite, Depresiuni pe substraturi de turbă de Rhynchosporion, Pajiști uscate europene, Turbării active, Mlaștini oligotrofe degradate, capabile încă de regenerare naturală, Păduri de fag Luzulo-Fagetum, Păduri de fag Asperulo-Fagetum, Păduri acidofile de Picea de la nivel montan la nivel alpin (Vaccinio-Piceetea).
La baza desemnării sitului se află o specie protejată de  mamifere: râs eurasiatic (Lynx lynx).
Pe lângă speciile protejate, pe teritoriul sitului au mai fost identificate 6 specii de plante, 3 specii de păsări, 2 specii de nevertebrate.